# Banko
Banko és una ciutat de Guinea a uns 95 km de la frontera de Sierra Leone. Està situada al sud de l'Oulada a uns 40 km de l'alt Níger.
El 1889 els francesos hi van establir una posició militar però fou suprimida el 1890. El 16 de juny de 1891 el capità Réjou va avançar sobre Banko ; pel camí va saber que la població havia estat abandonada i que els sofes eren a Nono (a uns 30 km al nord-est i ja prop del límit de Baleya), i es va dirigir allí però va arribar tard, doncs els sofes ja havien fugit una part cap a l'altre costat del Níger i la resta cap a Toumania (una població amb aquest nom, però diferent de la Toumania de Firiya, situada a l'altre costat del Tankisso, fora dels dominis francesos). Réjou va haver de retornar a Kouroussa.
Totes les iniciatives de Samori Turé de Kouroussa a Kankan i fins a Siguiri estaven aturades pels francesos i necessitava provisions per les seves tropes. Samori llavors va llençar als soldats cap al sud fixant com a objectius l'Oulada i Baleya on la posició de Banko havia estat suprimida; esperava no haver d'enfrontar als francesos; a més podia comptar amb el suport del cap Soriba, retirat al Futa Djalon, i amb les bandes del seu lloctinent i fill Bilali que operaven als límits de Futa Djalon feia tres anys.
Per impedir incursions dels sofes de Futa o Dinguiray, 20 tiradors manats pel tinent Charbonnié foren estacionats a Banko el 1892 i aviat foren reforçats provisionalment per la companyia de tiradors sudanesos. Dos seccions de tiradors i un canó es van estacionar a Siguiri, amb el sotstinent Bunas a Kouroussa per assegurar la comunicació amb Kankan i defensar amb la guarnició local els territoris al nord de la línia Banko-Kankan.